# Formula 1 sezona 2021
Sezona Formule 1 2021 je bila dvainsedemdeseta sezona Svetovnega prvenstva Formule 1 pod okriljem FIE. Začela se je 28. marca 2021 z dirko za Veliko nagrado Bahrajna in končala 12. decembra 2021 z dvaindvajseto dirko sezone za Veliko nagrado Abu Dabija. Naslov dirkaškega prvaka je prvič osvojil Nizozemec Max Verstappen iz moštva Red Bull Racing, medtem ko je Mercedes osvojil osmi zaporedni naslov moštvenega prvaka.

## Dirkači in moštva
Seznam moštev in dirkačev Svetovnega prvenstva Formule 1 v sezoni 2021.
| Moštvo                          | Konstruktor               | Šasija | Motor               | Gume | Št    | Dirkača(-i)                       | Testni dirkač(-a/i) |
| ------------------------------- | ------------------------- | ------ | ------------------- | ---- | ----- | --------------------------------- | ------------------- |
| Alfa Romeo Racing Orlen         | Alfa Romeo Racing-Ferrari | C41    | Ferrari 065/6       | P    | 7 99  | Kimi Räikkönen Antonio Giovinazzi |                     |
| Scuderia AlphaTauri Honda       | AlphaTauri-Honda          | AT02   | Honda RA621H        | P    | 10 22 | Pierre Gasly Juki Cunoda          |                     |
| Alpine F1 Team                  | Alpine-Renault            | A521   | Renault E-Tech 20B  | P    | 14 31 | Fernando Alonso Esteban Ocon      |                     |
| Aston Martin Cognizant F1 Team  | Aston Martin-Mercedes     | AMR21  | Mercedes-AMG F1 M12 | P    | 5 18  | Sebastian Vettel Lance Stroll     |                     |
| Scuderia Mission Winnow Ferrari | Ferrari                   | SF21   | Ferrari 065/6       | P    | 16 55 | Charles Leclerc Carlos Sainz Jr.  |                     |
| Uralkali Haas F1 Team           | Haas-Ferrari              | VF-21  | Ferrari 065/6       | P    | 9 47  | Nikita Mazepin Mick Schumacher    |                     |
| McLaren F1 Team                 | McLaren-Mercedes          | MCL35M | Mercedes-AMG F1 M12 | P    | 3 4   | Daniel Ricciardo Lando Norris     |                     |
| Mercedes-AMG Petronas F1 Team   | Mercedes                  | F1 W12 | Mercedes-AMG F1 M12 | P    | 44 77 | Lewis Hamilton Valtteri Bottas    |                     |
| Red Bull Racing Honda           | Red Bull Racing-Honda     | RB16B  | Honda RA621H        | P    | 11 33 | Sergio Pérez Max Verstappen       |                     |
| Williams Racing                 | Williams-Mercedes         | FW43B  | Mercedes-AMG F1 M12 | P    | 6 63  | Nicholas Latifi George Russell    |                     |
| Viri:                           |                           |        |                     |      |       |                                   |                     |

## Koledar dirk
| Št. | Dirka             | Dirkališče    | Datum         | Najboljši štartni položaj | Naj. krog        | Zmag. dirkač     | Zmag. moštvo          | Poročilo |
| --- | ----------------- | ------------- | ------------- | ------------------------- | ---------------- | ---------------- | --------------------- | -------- |
| 1   | Bahrajn           | Bahrain       | 28. marec     | Max Verstappen            | Valtteri Bottas  | Lewis Hamilton   | Mercedes              | Poročilo |
| 2   | Emilija - Romanja | Imola         | 18. april     | Lewis Hamilton            | Lewis Hamilton   | Max Verstappen   | Red Bull Racing-Honda | Poročilo |
| 3   | Portugalska       | Algarve       | 2. maj        | Valtteri Bottas           | Valtteri Bottas  | Lewis Hamilton   | Mercedes              | Poročilo |
| 4   | Španija           | Catalunya     | 9. maj        | Lewis Hamilton            | Max Verstappen   | Lewis Hamilton   | Mercedes              | Poročilo |
| 5   | Monako            | Monaco        | 23. maj       | Charles Leclerc           | Lewis Hamilton   | Max Verstappen   | Red Bull Racing-Honda | Poročilo |
| 6   | Azerbajdžan       | Baku          | 6. junij      | Charles Leclerc           | Max Verstappen   | Sergio Pérez     | Red Bull Racing-Honda | Poročilo |
| 7   | Francija          | Paul Ricard   | 20. junij     | Max Verstappen            | Max Verstappen   | Max Verstappen   | Red Bull Racing-Honda | Poročilo |
| 8   | Štajerska         | Red Bull Ring | 27. junij     | Max Verstappen            | Lewis Hamilton   | Max Verstappen   | Red Bull Racing-Honda | Poročilo |
| 9   | Avstrija          | Red Bull Ring | 4. julij      | Max Verstappen            | Max Verstappen   | Max Verstappen   | Red Bull Racing-Honda | Poročilo |
| 10  | V. Britanija      | Silverstone   | 18. julij     | Max Verstappen            | Sergio Pérez     | Lewis Hamilton   | Mercedes              | Poročilo |
| 11  | Madžarska         | Hungaroring   | 1. avgust     | Lewis Hamilton            | Pierre Gasly     | Esteban Ocon     | Alpine-Renault        | Poročilo |
| 12  | Belgija           | Spa           | 29. avgust    | Max Verstappen            | brez             | Max Verstappen   | Red Bull Racing-Honda | Poročilo |
| 13  | Nizozemska        | Zandvoort     | 5. september  | Max Verstappen            | Lewis Hamilton   | Max Verstappen   | Red Bull Racing-Honda | Poročilo |
| 14  | Italija           | Monza         | 12. september | Max Verstappen            | Daniel Ricciardo | Daniel Ricciardo | McLaren-Mercedes      | Poročilo |
| 15  | Rusija            | Soči          | 26. september | Lando Norris              | Lando Norris     | Lewis Hamilton   | Mercedes              | Poročilo |
| 16  | Turčija           | Istanbul Park | 10. oktober   | Valtteri Bottas           | Valtteri Bottas  | Valtteri Bottas  | Mercedes              | Poročilo |
| 17  | ZDA               | Americas      | 24. oktober   | Max Verstappen            | Lewis Hamilton   | Max Verstappen   | Red Bull Racing-Honda | Poročilo |
| 18  | Mehika            | México        | 7. november   | Valtteri Bottas           | Valtteri Bottas  | Max Verstappen   | Red Bull Racing-Honda | Poročilo |
| 19  | São Paulo         | Interlagos    | 14. november  | Valtteri Bottas           | Sergio Pérez     | Lewis Hamilton   | Mercedes              | Poročilo |
| 20  | Katar             | Losail        | 21. november  | Lewis Hamilton            | Max Verstappen   | Lewis Hamilton   | Mercedes              | Poročilo |
| 21  | Saudova Arabija   | Jeddah        | 5. december   | Lewis Hamilton            | Lewis Hamilton   | Lewis Hamilton   | Mercedes              | Poročilo |
| 22  | Abu Dabi          | Yas Marina    | 12. december  | Max Verstappen            | Max Verstappen   | Max Verstappen   | Red Bull Racing-Honda | Poročilo |